# Chad Brown (giocatore di football americano)
Chadwick Everett Brown (Altadena, 12 luglio 1970) è un ex giocatore di football americano statunitense che ha giocato nel ruolo di linebacker nella National Football League (NFL). Fu scelto nel corso del secondo giro del Draft NFL 1993 dai Pittsburgh Steelers. Al college ha giocato a football a Colorado.

## Carriera
Brown fu scelto nel corso del secondo giro del Draft 1993 dai Pittsburgh Steelers. Inizialmente giocò nel ruolo di inside linebacker. In quel ruolo partì come titolare nel Super Bowl XXX perso dagli Steelers contro i Dallas Cowboys. Successivamente passò al ruolo di outside linebacker quando Greg Lloyd si infortunò per tutta la stagione 1996, venendo convocato per il suo primo Pro Bowl a fine anno. Il successo di Brown continuò anche con i Seattle Seahawks, con cui verrà convocato per altri due Pro Bowl negli novanta e di cui, nel 2025, verrà votato come uno dei migliori 50 giocatori nel 50º anniversario della storia della franchigia.
Nel 2005, Brown firmò coi Patriots per sostituire l'infortunato Tedy Bruschi. Dopo diverse gare coi Patriots fatte di prestazioni sotto la media, trascorse il resto della stagione negli special team. Nel 2006 fece ritorno agli Steelers e finì la stagione in lista infortunati.
Il 19 luglio 2007 Brown tornò ai Patriots con cui disputò l'ultima stagione della carriera.

## Palmarès
- Convocazioni al Pro Bowl: 3

1996, 1998, 1999
- First-team All-Pro: 2

1996, 1998
- PFWA All-Rookie Team - 1993
- Steve Largent Award (1999)
- Formazione ideale del 35º anniversario dei Seahawks
- 50 migliori giocatori del 50º anniversario dei Seahawks